# Legio I Noricorum
La Legio I Noricorum (Primera legión «de los nóricos») fue una legión romana, creada por el emperador Diocleciano y acuartelada en Adiuvense (hoy, Ybbs), en la provincia romana de Nórico. Junto a la II Italica, defendió el limes del Danubio. En la Notitia Dignitatum (h. 400) aparecen referencias a esta legión: el Praefectus legionis primae Noricorum militum liburnariorum cohortis Quintae partis superioris (Prefecto del Primer Regimiento Nórico de la flota militar, Quinto Batallón de Infantería en la parte superior), con sede en Adiuvense y el Praefectus legionis liburnariorum primorum Noricorum (Prefecto del Primer Regimiento Nórico de la flota militar), con sede en Favianis (Fafianae, oc.34.41), ambos dependientes del Dux Pannoniae primae et Norici ripensis. Adiuvense es un castellum de la Roma tardía, en la Baja Austria, junto al río Ybbs. Por su parte, Favianis es un lugar de emplazamiento indeterminado entre Adiuvense (Ybbs) y Comagenis (Tulln) posiblemente Mautern.